# 南非聯絡辦事處
南非聯絡辦事處（英語：Liaison Office of South Africa in Taipei），是南非政府駐臺灣的代表辦事處。在南非與中華民國雙方沒有正式外交關係的情況下，其發揮著實質大使館的作用。辦事處提供簽證服務。
中華民國在南非的對應機構是設於比勒陀利亞的駐南非共和國臺北聯絡代表處。

## 歷史
辦事處的前身是南非大使館。1967年時，南非首次在臺北設立領事館，三年後升格為總領事館。1976年4月26日，總領事館升級為大使館。
1998年1月1日，南非與中華人民共和國建交，隨後與中華民國終止正式外交關係。故此，辦事處亦於同年設立。

## 外部連結
- 官方网站